# Asthenes griseomurina
Az Asthenes griseomurina a madarak (Aves) osztályának verébalakúak (Passeriformes) rendjébe és a fazekasmadár-félék (Furnariidae) családjába tartozó faj.

## Rendszerezése
A fajt Philip Lutley Sclater ügyvéd és zoológus írta le 1882-ben, a Synallaxis nembe Synallaxis griseo-murina néven. Egyes szervezetek a Schizoeaca nembe sorolják Schizoeaca griseomurina néven.

## Előfordulása
Dél-Amerikában, az Andokban, Ecuador és Peru területén honos. Természetes élőhelyei a szubtrópusi és trópusi hegyi esőerdők, gyepek és cserjések. Állandó, nem vonuló faj.

## Megjelenése
Testhossza 20 centiméter, testtömege 16-20 gramm.

## Természetvédelmi helyzete
Az elterjedési területe kicsi, egyedszáma ugyan csökken, de még nem éri el a kritikus szintet. A Természetvédelmi Világszövetség Vörös listáján nem fenyegetett fajként szerepel.